# Bern S-Bahn
A berni S-Bahn (németül: S-Bahn Bern, franciául: RER Berne) egy S-Bahn hálózat, amely Svájc fővárosára, Bernre összpontosít. A hálózat nagyjából egybeesik Bern agglomerációjával.
Évi mintegy 9 millió vonat-kilométerével a berni S-Bahn Svájc második legnagyobb S-Bahnja. Naponta mintegy 100 000 utast szállít (hétköznapokon 175  000-et), és így az agglomeráció regionális tömegközlekedési forgalmának nagy részét bonyolítja le.

## Története
A Vereinigte Bern-Worb-Bahnen [de] (VBW), a Regionalverkehr Bern-Solothurn (RBS) elődje már 1974-ben megkezdte az S-Bahn stílusú, óránkénti menetrend szerinti járatok üzemeltetését Bern térségében. 1987-ben következett a következő lépés, amikor a Svájci Szövetségi Vasutak (SBB) félórás menetrenddel elkezdett vonatokat közlekedtetni Thunból Bernen keresztül Laupen BE-be vagy Fribourgba.
A második vonal 1995. május 28-án kezdte meg működését, Schwarzenburg és Trubschachen között. Ekkor vezették be az "S" jelzéseket a vonalak megkülönböztetésére.
A következő bővítés 1998-ban történt, az S3 (Biel/Bienne-Belp) és az S4 (Bern-Bern Bümpliz Nord-Burgdorf és azon túl) üzembe helyezésével. Az S33 és S44 az S3 és S4 járatokat egészítette ki, míg az S5 elnevezés a Bern és Neuchâtel közötti regionális járatokra vonatkozott. Bevezették az S55-öt is a Bern és Murten/Morat között Kerzersen keresztül közlekedő járatokra.

## Vonalak
2022 májusától a hálózat a következő vonalakból áll (ha nem normál nyomtávolságú, akkor a nyomtávolság a megjegyzésben):
| #   | Útvonal                                                                    | Megjegyzés                                                            | Operátor |
| --- | -------------------------------------------------------------------------- | --------------------------------------------------------------------- | -------- |
| S1  | Fribourg–Flamatt–Bern–Thun                                                 |                                                                       | BLS AG   |
| S2  | Laupen–Flamatt–Bern–Konolfingen–Langnau im Emmental                        |                                                                       | BLS AG   |
| S3  | Biel/Bienne–Bern–Belp                                                      |                                                                       | BLS AG   |
| S31 | Biel/Bienne–Bern–Belp                                                      | Csúcsidőben                                                           | BLS AG   |
| S4  | Thun–Belp–Bern–Burgdorf–Hasle-Rüegsau–Zollbrück–Langnau im Emmental        |                                                                       | BLS AG   |
| S44 | Thun–Belp–Bern–Burgdorf–Solothurn/Hasle-Rüegsau–Zollbrück-Sumiswald-Grünen | Egyetlen vonatként közlekedik Thun és Burgdorf között                 | BLS AG   |
| S5  | Neuchâtel–Ins/Payerne–Murten/Morat–Kerzers–Bern Brünnen Westside–Bern      | Egyetlen vonatként közlekedik Bern és Kerzers között                  | BLS AG   |
| S51 | Bern Brünnen Westside–Bern                                                 |                                                                       | BLS AG   |
| S52 | (Ins–)Kerzers–Bern Brünnen Westside–Bern                                   | Egyetlen vonatként közlekedik Ins and Kerzers között csak csúcsidőben | BLS AG   |
| S6  | Schwarzenburg–Bern                                                         |                                                                       | BLS AG   |
| S7  | Bern–Worb Dorf                                                             | Méteres nyomtávolságon a Worb Dorf–Worblaufen vasútvonalon            | RBS      |
| S8  | Bern–Jegenstorf/Bätterkinden                                               | Méteres nyomtávolságon a Solothurn–Worblaufen vasútvonalon            | RBS      |
| S9  | Bern–Unterzollikofen                                                       | Méteres nyomtávolságon a Zollikofen–Bern vasútvonalon                 | RBS      |